# Elecciones provinciales de Columbia Británica de 1920
Las elecciones provinciales de Columbia Británica de 1920 ocurrieron el 1 de diciembre de ese año, para elegir miembros de la 15.ª legislatura de la provincia canadiense de Columbia Británica. La elección resultó en un triunfo del Partido Liberal, liderado por John Oliver desde 1918, dándoles su segundo periodo en el gobierno. A pesar de obtener menos de 38 % del voto y haber perdido 11 escaños, los liberales lograron mantener una estrecha mayoría.
Los conservadores, liderados por el expremier William John Bowser, obtuvieron 15 escaños, 6 más que en las elecciones pasadas, pero no lograron desterrar a los liberales. 3 independientes, y 4 laboristas (3 del Laborismo federado y 1 del Partido Popular) fueron electos también. Fue la primera elección en la que las mujeres tuvieron el derecho a sufragio, y que además pudieron ser candidatas.

## Contexto
La elección se llevó a cabo bajo un sistema mixto. La gran mayoría de distritos electorales eligieron un legislador, usando el escrutinio mayoritario uninominal, mientras que los distritos con más de un miembro ocuparon el escrutinio mayoritario plurinominal, más conocido como voto en bloque. 24 escaños fueron necesarios para la mayoría absoluta.

## Resultados
|  | 37.89 % |

|  | 31.20 % |

|  | 10.37 % |

|  | 9.10 % |

|  | 0.38 % |

|  | 3.50 % |

|  | 3.04 % |

|  | 0.12 % |

|  | 4.40 % |

|  | 0.00 % |

|  | 0.00 % |

|  | 100.00 % |

|  | 0.00 % |